# Karla Gabriela Barajas Ramos
Karla Gabriela Barajas Ramos (Tuxtla Gutiérrez, 1982) es una periodista y escritora mexicana. Comenzó a publicar sus obras desde el 2004 como cuentos, minificciones e ilustraciones en periódicos locales de Chiapas como Noticias Voz e Imagen, Entre Cuates ¡Jugar es Aprender!, y en las antologías como Cuéntame un blues.
Utiliza la narrativa como una forma de visibilizar de otra forma las prácticas machistas y misóginas. Enfrentando a las y los lectores a  temas como la violencia masculina contra las mujeres y las niñas, la muerte, la violencia infantil, la pedofilia, entre otros temas.

## Publicaciones
- Antología de Minificciones (Editorial La Tinta del Silencio, 2013).[3]
- Cuentos desde la Ceiba (Colección Bocanada, La Tinta del Silencio, 2019).
- Neurosis de los bichos (Colección Minitauro, La Tinta del Silencio, 2017)
- Esta es mi naturaleza (Editorial Surdavoz, 2018)[4]
- Valentina y su amigo pega cuando puedes
- La noche de los muertitos malvivientes (Editorial Imaginoteca, 2016)
- Neurosis de los bichos (Colección Minitauro, La Tinta del Silencio, 2017)
- Esta es mi naturaleza (Editorial Surdavoz, 2018)
- Cuentos desde la Ceiba (Colección Bocanada
- La Tinta del Silencio, 2019).

## Colaboraciones
- Revistas nacionales e internacionales como Va de Nuez.
- Revista de arte y literatura, El Beisman
- Poemas en Red / Proyecto Tijuana Poética, Enheduanna y Espora.
- Antología Virtual de minificción (José Manuel Soto, coordinador)
- Microrrelato o minificción del día (Gabriel Ramos Zepeda, coordinador)
- Revista La Piraña; Plesiosaurio. Primera revista de ficción breve (Perú, 2017)
- Consultorio. Suplemento de cultura (2017)
- “Imaginario Fantástico” de la revista Fantastique (2017)
- Alquimia Literaria (España, 2017-2018)
- Revista Brevilla (Chile, 2018); Argonauta.
- Revista Cultural del Bajío, Revista íkaro (San José, Costa Rica)
- Prosa Nostra MX. Revista de minificción, poesía y otros cuentos (2019).

## Premios
Ganó el segundo lugar en el tercer concurso abierto de Minificcion IER/UNAM con su cuento "¡Callense!"